# Raoul Walsh

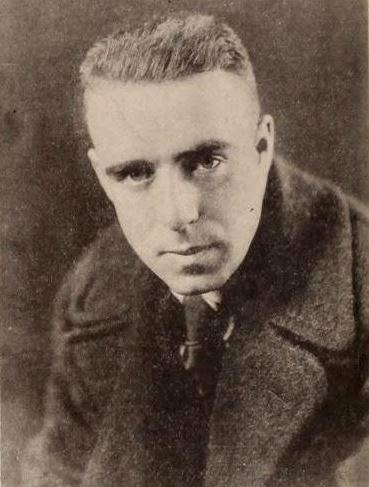
Raoul Walsh (1917)

Raoul Walsh (* 11. März 1887 in New York; † 31. Dezember 1980 in Simi Valley, Kalifornien) war ein US-amerikanischer Filmregisseur und Schauspieler, der über ein halbes Jahrhundert Kinoerfolge verzeichnen konnte. In seiner langen Filmkarriere erwarb er sich einen Ruf als Spezialist für Kriminaldramen, Gangsterfilme und Western.

## Leben
Raoul Walsh lief schon als Junge von zu Hause fort und schlug sich mit unterschiedlichen Jobs durch. Er fuhr eine Zeit lang zur See und arbeitete als Cowboy und Rodeoreiter. 1910 kam er in Kontakt mit der Filmindustrie und bereits 1912 war er als Schauspieler und Regieassistent für David Wark Griffith tätig. Griffith verschaffte ihm auch die erste Gelegenheit als Regisseur, als er 1914 zusammen mit Christy Cabanne mit The Life of General Villa einen der ersten abendfüllenden Spielfilme drehten konnte. Im Jahr darauf wirkte Walsh als Lincoln-Attentäter John Wilkes Booth in Griffiths Die Geburt einer Nation mit.
Wie kolportiert wird, drehte Walsh bis in die 1960er Jahre über hundert Spielfilme, die ihm bald den Ruf als einer der besten Handwerker der Industrie eintrugen. Bereits 1915 sorgte er mit dem innovativen Regeneration, einem der ersten Gangsterfilme, für Aufsehen. Zu Walshs bekanntesten Stummfilmen zählen der aufwendige Abenteuerfilm Der Dieb von Bagdad (1924) mit Douglas Fairbanks sowie das Kriegsdrama What Price Glory? (1926), einer seiner größten finanziellen Erfolge.
Der Wechsel in den Tonfilm gelang Walsh Ende der 1920er-Jahre ohne Probleme. 1930 inszenierte er den aufwendigen Western Der große Treck, in dem er dem noch unbekannten John Wayne seine erste Hauptrolle verschaffte. Der Western war damals an den Kinokassen wenig erfolgreich, fand allerdings später größere Anerkennung. Bis Mitte der 1930er war er bei den Fox-Studios von William Fox tätig, um dann zu Paramount und danach zu Warner Brothers zu wechseln. Bei Warner Brothers arbeitete er in den 1940er-Jahren für mehrere Filme mit Errol Flynn zusammen, nachdem dieser sich mit seinem zuvor bevorzugten Regisseur Michael Curtiz zerstritten hatte. Walsh führte auch Regie bei Sein letztes Kommando, dem letzten gemeinsamen Auftritt des Leinwandpaars Errol Flynn und Olivia de Havilland. Mit Die wilden Zwanziger (1939), Entscheidung in der Sierra (1941) und Sprung in den Tod (1949) drehte Walsh mehrere Klassiker des Gangsterfilms. Gegen Mitte der 1950er revitalisierte Walsh die stagnierende Karriere von Clark Gable und half dem Schauspieler mit dem Western Drei Rivalen 1955 zum letzten Mal in die Top Ten der kassenträchtigsten Stars.
Seine letzte Regiearbeit war Die blaue Eskadron (1964), aber noch 1970 verfasste er das Drehbuch zu Tay Garnetts Film Der Delta Faktor. Raoul Walsh wurde mit einem Stern auf dem Hollywood Walk of Fame geehrt. Ein Markenzeichen des Regisseurs war seine Augenklappe, die er trug, nachdem er bei den Dreharbeiten zu In Old Arizona ein Auge verloren hatte. 1974 veröffentlichte er seine Biografie Each Man in His Time.
Der Regisseur war dreimal verheiratet und starb an Silvester 1980 im Alter von 93 Jahren. Sein jüngerer Bruder George Walsh war ebenfalls Schauspieler.

## Würdigung
Der Stil von Raoul Walsh ist schnörkellos und geradeheraus. Er bevorzugte schnelle Schnitte und verband ein gutes Gespür für die notwendige Dramatik einer Szene mit einem geübten Auge für die Ausstattung und die Schauspielerführung. Walsh verstand es wie nur wenige andere Regisseure, Aktionszenen aus der Handlung heraus zu entwickeln und dabei die Charakterisierung der Darsteller nicht aus den Augen zu verlieren. Norbert Grob schreibt hierzu in seinem Artikel:

„Raoul Walsh machte ein naives Kino, ohne selbst naiv zu sein, und er hielt sich an Traditionen, ohne sie zu verherrlichen. Sein Kino war - jenseits von Flunkerei und Tricks - ein Kino der Präsenz. Es sollte tatsächlich vorhanden sein, was sichtbar wurde. Deshalb entwickelte er das sichere Gespür für Landschaft und Wetter, für Tempo und Rhythmus, Dinge und Details, für Gebärde und Gestik. Wenn es kalt war in seinen Filmen, konnte man spüren, wie kalt, wenn es regnete, konnte man spüren, wie sehr.“

Wie Fritz Göttler feststellt, überwinden seine Helden am Ende ihr ‚Heldentum‘. Er war ein begehrter ‚Männerregisseur‘, der aus Errol Flynn, Clark Gable und Gregory Peck ausgezeichnete schauspielerische Leistungen herausholte. Neben Henry King gilt Walsh als Meister der ‚americana‘, der Darstellung einer amerikanischen Gesellschaft, die auf einfachen und ehrlichen zwischenmenschlichen Beziehungen aufbaut.

## Filmografie (Auswahl)
- 1912: The Life of General Villa
- 1914: The Double Knot
- 1914: The Mystery of the Hindu Image
- 1914: The Gunman
- 1915: Regeneration
- 1915: Carmen
- 1916: The Serpent
- 1919: Evangeline
- 1924: Der Dieb von Bagdad (The Thief of Bagdad)
- 1925: Das Herz des Stierkämpfers (The Spaniard)
- 1925: Der Wanderer (The Wanderer)
- 1926: Rivalen (What Price Glory?)
- 1927: Die Liebe vom Zigeuner stammt (The Loves of Carmen)
- 1928: Die rote Tänzerin von Moskau (The Red Dance)
- 1928: … aber das Fleisch ist schwach (Sadie Thompson) (auch Darstellung)
- 1930: Der große Treck (The Big Trail)
- 1931: Women of All Nations
- 1932: Me and My Gal
- 1933: Seemannsglück (Sailor’s Luck)
- 1935: Jeden Abend um acht (Every Night at Eight)
- 1936: Klondike Annie
- 1936: Dark Brown Eyes
- 1937: Hitting a New High
- 1937: Künstlerball (Artists and Models)
- 1939: Die wilden Zwanziger (The Roaring Twenties)
- 1940: Schwarzes Kommando (Dark Command)
- 1940: Nachts unterwegs (They Drive by Night)
- 1941: Entscheidung in der Sierra (High Sierra)
- 1941: Herzen in Flammen (Manpower)
- 1941: Schönste der Stadt (The Strawberry Blonde)
- 1941: Sein letztes Kommando (They Died with Their Boots On)
- 1942: Der freche Kavalier (Gentleman Jim)
- 1942: Sabotageauftrag Berlin (Desperate Journey)
- 1943: Aufstand in Trollness (Edge of Darkness) (Regie-Assistenz)
- 1943: Blutiger Schnee (Northern Pursuit)
- 1943: Spion im Orient-Expreß (Background to Danger)
- 1944: Auf Ehrenwort (Uncertain Glory)
- 1945: Der Engel mit der Trompete (The Horn Blows At Midnight)
- 1945: Der Held von Burma (Objective, Burma!)
- 1947: Verfolgt (Pursued)
- 1947: Schmutzige Dollars (Cheyenne)
- 1947: Besuch in Kalifornien (The Man I Love)
- 1948: Der Herr der Silberminen (Silver River)
- 1949: Sprung in den Tod (White Heat)
- 1949: Vogelfrei (Colorado Territory)
- 1949: Ein tolles Gefühl (It’s a Great Feeling) (Darstellung)
- 1951: Des Königs Admiral (Captain Horatio Hornblower)
- 1951: Den Hals in der Schlinge (Along the Great Divide)
- 1951: Die Teufelsbrigade (Distant Drums)
- 1951: Romanze mit Hindernissen (On Moonlight Bay) (Vertretung für den erkrankten Roy Del Ruth)
- 1952: Sturmfahrt nach Alaska (The World in his Arms)
- 1952: Kampf um den Piratenschatz (Blackbeard the Pirate)
- 1953: A Lion is in the Streets
- 1953: Gefährliches Blut (The Lawless Breed)
- 1953: Im Schatten des Korsen (Sea Devils)
- 1953: Mit der Waffe in der Hand (Gun Fury)
- 1954: Saskatschewan (Saskatchewan)
- 1955: Urlaub bis zum Wecken (Battle Cry)
- 1955: Drei Rivalen (The Tall Men)
- 1956: Bungalow der Frauen (The Revolt of Mamie Stover)
- 1956: Heißer Süden (The King and the Four Queens)
- 1957: Weint um die Verdammten (Band of Angels)
- 1958: Die Nackten und die Toten (The Naked and the Dead)
- 1958: Sheriff wider Willen (The Sheriff of Fractured Jaw)
- 1960: Das Schwert von Persien (Esther and the King)
- 1961: Teufelskerle in Fernost (Marines, Let’s Go)
- 1964: Die blaue Eskadron (A Distant Trumpet)
- 1970: Der Delta Faktor (The Delta Factor) (nur Drehbuch)